# Chauliognathus gracilipictus
Chauliognathus gracilipictus is een keversoort uit de familie soldaatjes (Cantharidae). De wetenschappelijke naam van de soort werd in 1915 gepubliceerd door Arthur Mills Lea.